# Let's Be Friends (Carly Rae Jepsen)
Let's Be Friends è un singolo della cantante canadese Carly Rae Jepsen, pubblicato il 7 febbraio 2020 su etichetta discografica School Boy Records, parte della famiglia della Interscope Records.

## Accoglienza
Eric Torres di Pitchfork ha paragonato la canzone negativamente agli altri lavori di Jepsen.